# Acta Sociologica
Acta Sociologica. Journal of the Nordic Sociological Association ist die englischsprachige Fachzeitschrift der skandinavischen Nordic Sociological Association, einem Zusammenschluss mehrerer nationaler Soziologe-Gesellschaften. Sie ist ausdrücklich offen für Beiträge von Nicht-Skandinaviern. Die Vierteljahresschrift wurde von Theodor Geiger gegründet und erscheint seit 1955. Sie wird von Soziologen der schwedischen Universität Göteborg herausgegeben.
Die Zeitschrift hatte 2012 einen Impact Factor von 0,714 und lag damit auf Rang 82 von 137 im Social Sciences Citation Index betrachteten Zeitschriften in der Kategorie Soziologie.